# Rotterdam Open 2007 - Qualificazioni singolare
Le qualificazioni del singolare del Rotterdam Open 2007 sono state un torneo di tennis preliminare per accedere alla fase finale della manifestazione. I vincitori dell'ultimo turno sono entrati di diritto nel tabellone principale. In caso di ritiro di uno o più giocatori aventi diritto a questi sono subentrati i lucky loser, ossia i giocatori che hanno perso nell'ultimo turno ma che avevano una classifica più alta rispetto agli altri partecipanti che avevano comunque perso nel turno finale.
Le qualificazioni del torneo prevedevano 16 partecipanti di cui 4 sono entrati nel tabellone principale.

## Teste di serie
1. Florent Serra (Qualificato)
2. Jan Hernych (Qualificato)
3. Andreas Seppi (primo turno)
4. Alexander Waske (primo turno)

1. Simone Bolelli (ultimo turno)
2. Andrei Pavel (Qualificato)
3. Michael Berrer (ultimo turno)
4. Rik De Voest (ultimo turno)

## Qualificati
1. Florent Serra
2. Jan Hernych

1. Andrei Pavel
2. Roko Karanušić

## Tabellone

### Legenda
| - Q = Qualificato - WC = Wild card - LL = Lucky loser | - ALT = Alternate - SE = Special Exempt - PR = Protected Ranking | - w/o = Walkover - r = Ritirato - d = Squalificato |

### Sezione 1
|  | Primo turno | Primo turno    | Primo turno    | Primo turno | Primo turno |  |  | Ultimo turno | Ultimo turno   | Ultimo turno   | Ultimo turno | Ultimo turno |  |
|  |             |                |                |             |             |  |  |              |                |                |              |              |  |
|  | 1           | Florent Serra  | 6              | 4           | 6           |  |  |              |                |                |              |              |  |
|  |             | Igor Sijsling  | 2              | 6           | 3           |  |  | 1            | Florent Serra  | Florent Serra  | 6            | 7            |  |
|  | 5           | Simone Bolelli | Simone Bolelli | 7           | 6           |  |  | 5            | Simone Bolelli | Simone Bolelli | 4            | 63           |  |
|  |             | Ivo Minář      | Ivo Minář      | 63          | 2           |  |  |              |                |                |              |              |  |

### Sezione 2
|  | Primo turno | Primo turno       | Primo turno       | Primo turno | Primo turno |  |  | Ultimo turno | Ultimo turno   | Ultimo turno   | Ultimo turno | Ultimo turno |  |
|  |             |                   |                   |             |             |  |  |              |                |                |              |              |  |
|  | 2           | Jan Hernych       | Jan Hernych       | 6           | 6           |  |  |              |                |                |              |              |  |
|  |             | Flavio Cipolla    | Flavio Cipolla    | 1           | 1           |  |  | 2            | Jan Hernych    | Jan Hernych    | 7            | 6            |  |
|  | 7           | Michael Berrer    | Michael Berrer    | 6           | 6           |  |  | 7            | Michael Berrer | Michael Berrer | 5            | 3            |  |
|  |             | Marco Chiudinelli | Marco Chiudinelli | 2           | 3           |  |  |              |                |                |              |              |  |

### Sezione 3
|  | Primo turno | Primo turno            | Primo turno            | Primo turno | Primo turno |  |  | Ultimo turno | Ultimo turno           | Ultimo turno | Ultimo turno | Ultimo turno |  |
|  |             |                        |                        |             |             |  |  |              |                        |              |              |              |  |
|  |             | Dennis van Scheppingen | Dennis van Scheppingen | 6           | 7           |  |  |              |                        |              |              |              |  |
|  | 3           | Andreas Seppi          | Andreas Seppi          | 1           | 63          |  |  |              | Dennis van Scheppingen | 4            | 6            | 64           |  |
|  | 6           | Andrei Pavel           | Andrei Pavel           | 6           | 6           |  |  | 6            | Andrei Pavel           | 6            | 2            | 7            |  |
|  |             | Jesse Huta Galung      | Jesse Huta Galung      | 4           | 4           |  |  |              |                        |              |              |              |  |

### Sezione 4
|  | Primo turno | Primo turno     | Primo turno     | Primo turno | Primo turno |  |  | Ultimo turno | Ultimo turno   | Ultimo turno   | Ultimo turno | Ultimo turno |  |
|  |             |                 |                 |             |             |  |  |              |                |                |              |              |  |
|  |             | Roko Karanušić  | Roko Karanušić  | 6           | 6           |  |  |              |                |                |              |              |  |
|  | 4           | Alexander Waske | Alexander Waske | 3           | 2           |  |  |              | Roko Karanušić | Roko Karanušić | 6            | 6            |  |
|  | 8           | Rik De Voest    | 6               | 3           | 6           |  |  | 8            | Rik De Voest   | Rik De Voest   | 4            | 0            |  |
|  |             | Tomáš Zíb       | 3               | 6           | 3           |  |  |              |                |                |              |              |  |